# Idylls of the King

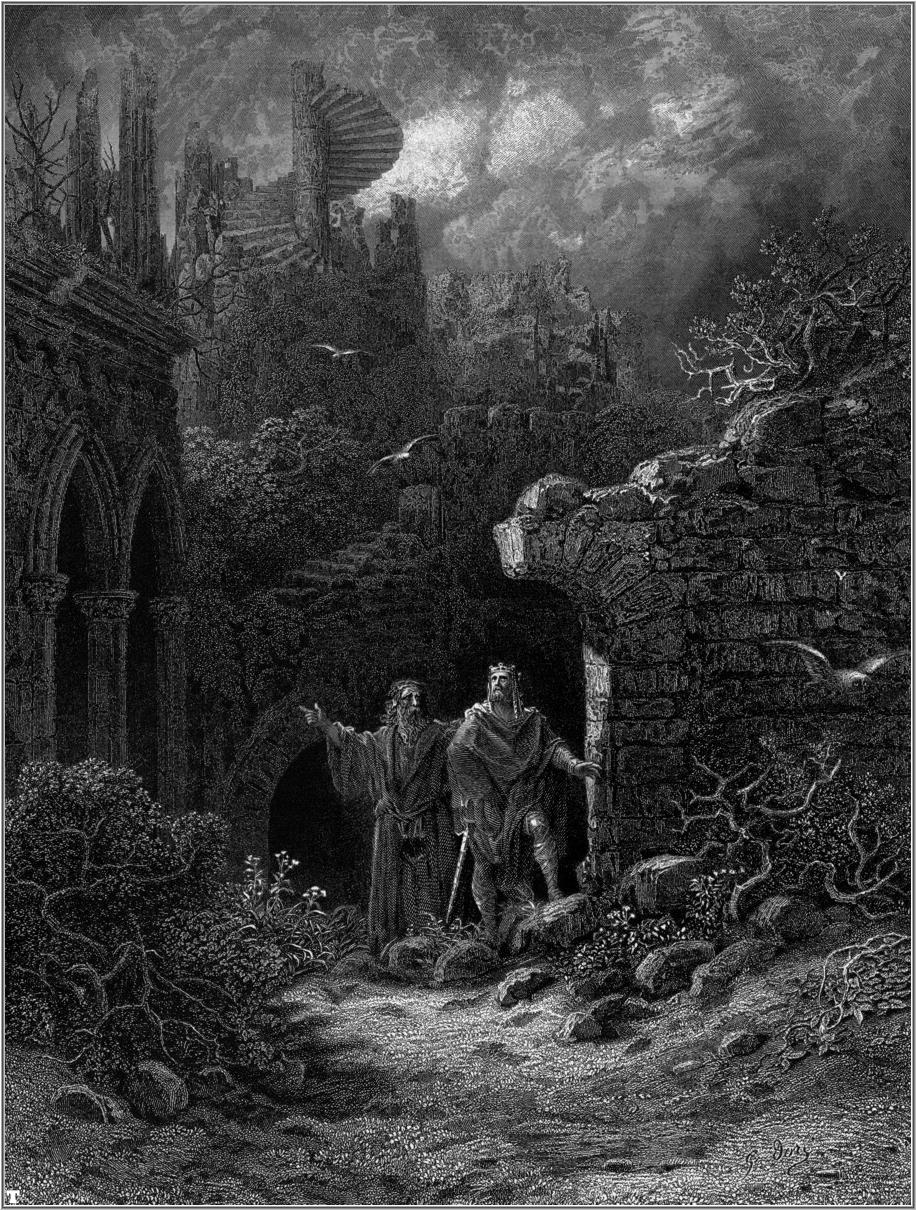
Koning Arthur en Merlijn op een illustratie van Gustave Doré

Idylls of the King is een serie van twaalf lange verhalende gedichten over Koning Arthur en de Ridders van de Ronde Tafel van de hand van de Engelse dichter en latere Poet Laureate Alfred, Lord Tennyson.
De in blanke verzen geschreven gedichten kwamen niet meteen als een geheel uit. Tennyson werkte er vele jaren lang aan, tussen 1856 en 1885. De op zich los van elkaar staande gedichten vinden een eenheid in de centrale figuur van Arthur. Tennyson droeg het werk op aan Prins Albert. Dit gebeurde echter pas een jaar na het overlijden van de prins-gemaal. Hij vroeg hiervoor eerst toestemming aan koningin Victoria, die hem er dankbaar voor bleek te zijn. Zijn epiloog wijdde hij vervolgens aan haar.
Tennyson baseerde zijn werk op Le Morte d'Arthur van Thomas Malory, maar voegde zijn eigen interpretaties en uitbreidingen toe aan de hervertelling van de bekende verhalen, zoals niet ongebruikelijk in de vele Arthurlegendes en -films.

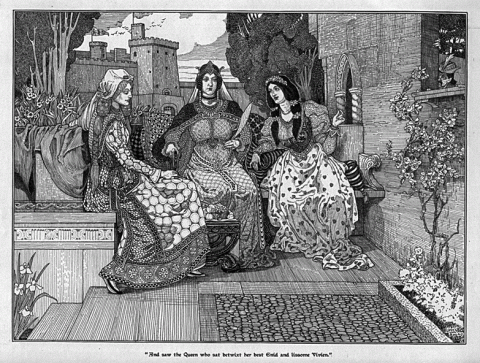
Guinevere met Enid en Vivien (door George en Louis Rhead (1898)

Al in 1835 was Tennyson begonnen aan een Arthur-verhaal, het begin van wat hij als een groot werk zag. In 1842 verscheen dit onder de titel Morte d'Arthur. De ontvangst was niet goed en hij liet het project vervolgens lange tijd rusten. Een gewijzigde en uitgebreide versie van dit gedicht verscheen later en werd in de uiteindelijke cyclus opgenomen als The Passing of Arthur, waarin de dood van de legendarische koning wordt beschreven.
Pas in 1859 verscheen de bundel The Idylls of the King, waarin de verhalen waren opgenomen over Vivien, Enid, Elaine en Guinevere. 'Enid' werd later opgesplitst in 'The Marriage of Geraint' en 'Geraint and Enid'. Het gedicht 'Guinevere' werd uitgebreid.
In 1869 volgde de publicatie van The Holy Grail and Other Poems met daarin de gedichten 'The Coming of Arthur', 'The Holy Grail', 'Pelleas and Ettarre' en 'The Passing of Arthur'. Gareth and Lynette kwam uit in 1872 en Teresias and Other Poems (1885) bevatte 'The Last Tournament' en 'Balin and Balan'.
De gehele serie omvat de volgende gedichten:
- The Coming of Arthur
- Gareth and Lynette
- The Marriage of Geraint
- Geraint and Enid
- Balin and Balan
- Merlin and Vivien
- Lancelot and Elaine
- The Holy Grail
- Pelleas and Ettarre
- The Last Tournament
- Guinevere
- The Passing of Arthur